# Dynoides spinipodus
Dynoides spinipodus är en kräftdjursart som beskrevs av Kae Kyoung Kwon och Kim 1986. Dynoides spinipodus ingår i släktet Dynoides och familjen klotkräftor. Inga underarter finns listade i Catalogue of Life.